# Monstera acuminata
Monstera acuminata är en kallaväxtart som beskrevs av Karl Heinrich Koch. Monstera acuminata ingår i släktet Monstera och familjen kallaväxter. Inga underarter finns listade.